# Wojciech Kiełbasiewicz
Wojciech Kiełbasiewicz (ur. 1958) – polski koszykarz występujący na pozycji obrońcy, dwukrotny medalista mistrzostw Polski, po zakończeniu kariery zawodniczej trener koszykarski.

## Osiągnięcia
Klubowe
- Mistrz Polski (1983)
- Wicemistrz Polski (1982)